# Racje żywnościowe FSR

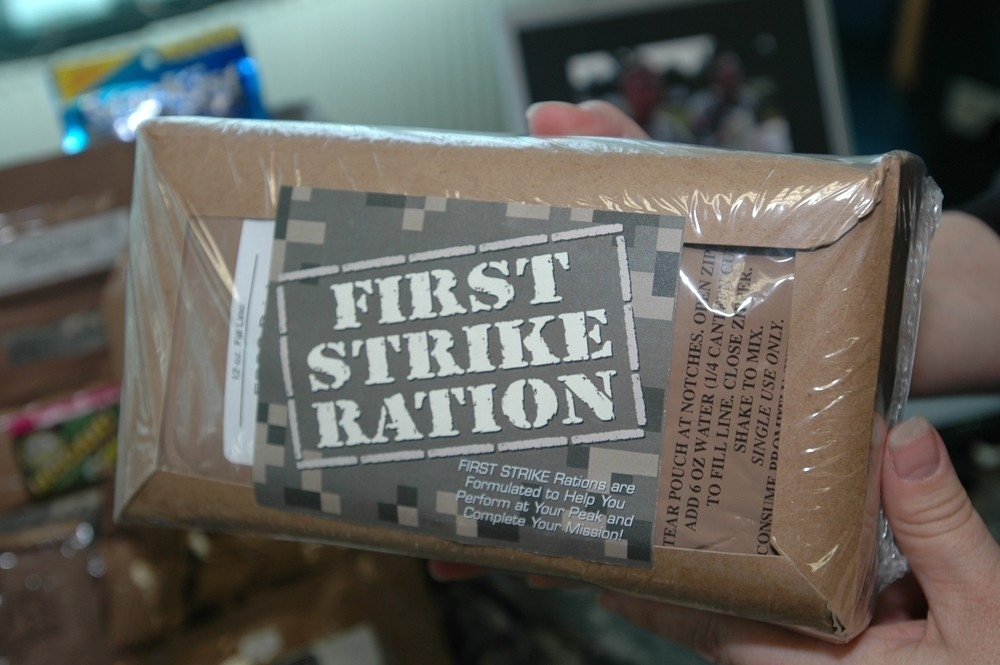
Racja FSR

Racje żywnościowe FSR (ang. First Strike Ration) – racje żywnościowe używane w Siłach Zbrojnych USA. Jest to tak zwana racja survivalowa, przy jak najmniejszej masie i objętości ma zapewnić żołnierzowi jak najwięcej energii. Racja żywnościowa FSR ma zastąpić trzy racje MRE. Racje FSR przeznaczone są do spożycia w ciągu pierwszych 72 godzin operacji zbrojnej.
Racje FSR powstały jako odpowiedź na za dużą wagę MRE. Żołnierze chcąc zmniejszyć obciążenie usuwali z racji niektóre elementy. W ten sposób ograniczali kaloryczność racji nawet o 1000 kcal. Postanowiono, więc zmniejszyć masę pakietu przy jednoczesnym zachowaniu dużej kaloryczności.
Racje FRS zaprezentowano po raz pierwszy w maju 2002, a w 2004 roku prototypowe egzemplarze poddano testom polowym. Wprowadzono je do użycia w 2007 roku. W okresie od 2007 do 2010 były trzy różne menu. Od 2011 jest dziewięć różnych menu.

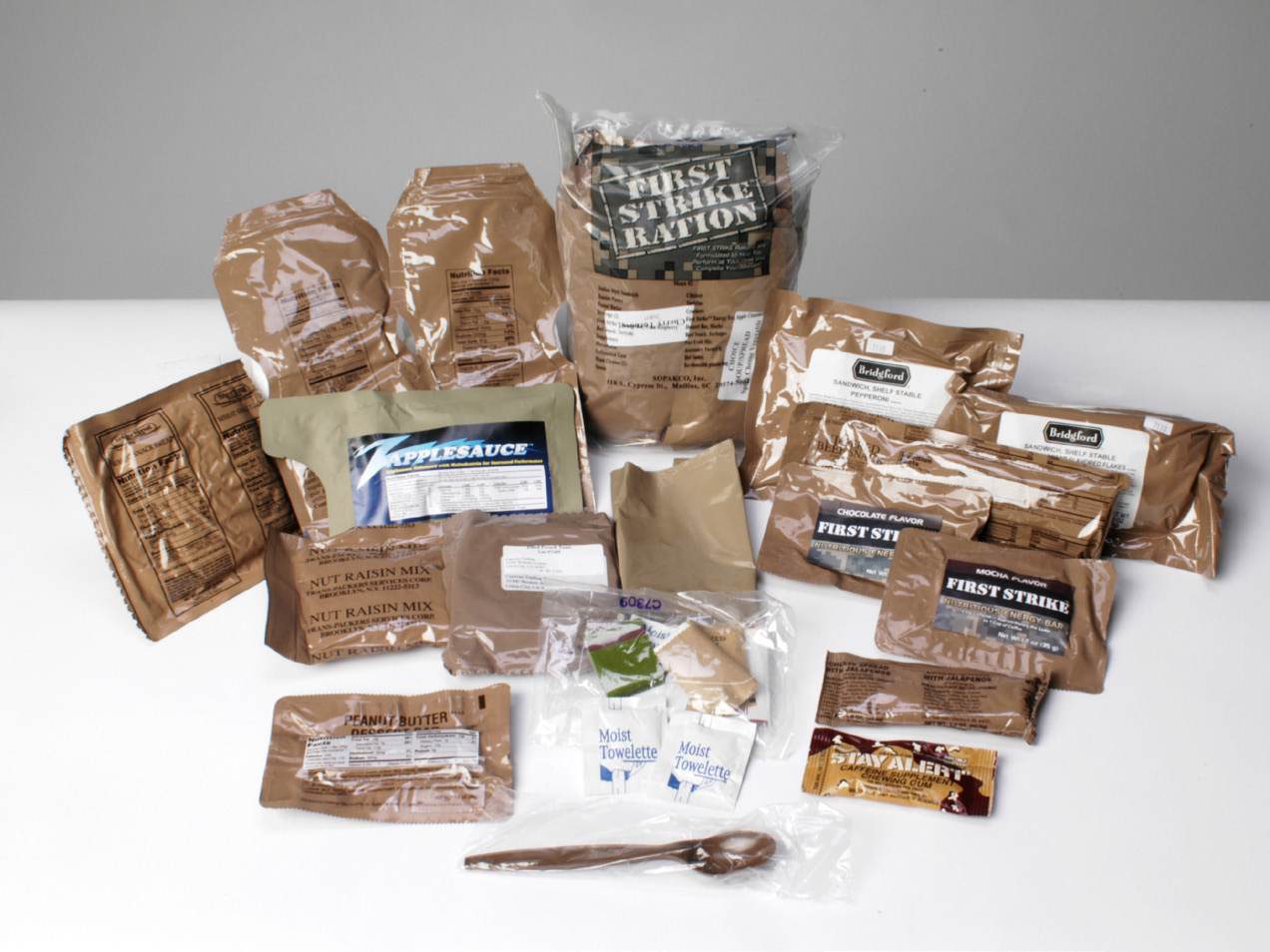
Zawartość racji First Strike Ration

## Charakterystyka FSR
- Mała masa (około 930 gramów) i objętość (w porównaniu do pakietu trzech racji MRE oszczędność miejsca o ok. 50%)
- Poszczególne elementy racji są tak opracowane, że nie wymagają dodatkowych czynności przed ich zjedzeniem. Dodawanie wody wymagane jest tylko w wypadku napojów rozpuszczalnych
- Racje FRS posiadają minimalny okres przydatności do spożycia wynoszący 2 lata (w temperaturze otoczenia ok. 26 °C).
- Kaloryczność jednej racji to ok. 2900 kcal.

## Skład racji FSR
- dwie kanapki o długim okresie przydatności do spożycia
- dwa batony energetyczne Hooah! (każdy o innym smaku)
- dwa napoje rozpuszczalne (Energy Rich Glucose Optimized)
- baton mleczny
- suchary/krakersy
- serek topiony
- kawałki suszonej wołowiny Beef Jerky
- pakiet suszonych owoców
- pakiet akcesoriów dodatkowych
- chusteczki nawilżane